# Ircinia flagelliformis
Ircinia flagelliformis är en svampdjursart som först beskrevs av Carter 1886.  Ircinia flagelliformis ingår i släktet Ircinia och familjen Irciniidae. Inga underarter finns listade i Catalogue of Life.